# Auntie's Portrait
Auntie's Portrait è un cortometraggio muto del 1915 diretto da George D. Baker.

## Trama
I signori Honeypet ricevono un orribile ritratto della zia che loro nascondono in soffitta pensando che la zia non si recherà in visita da loro per un lungo periodo. Ma la ricca zietta fa loro un'improvvisata, presentandosi senza farsi annunciare.

## Produzione
Il film fu prodotto dalla Vitagraph Company of America.

## Distribuzione
Distribuito dalla General Film Company, il film - un cortometraggio in una bobina - uscì nelle sale cinematografiche statunitensi il 1º gennaio 1915.